# E-CHAN
E-CHAN(본명: 이창민, 1997년 2월19일~)은 대한민국의 가수이자, 대한민국의 보이 그룹 다크비의 멤버이다.

## 음반 목록

### 참여 음반
- 2021년　Brave Girls - Pool Party (Feat.이찬 of DKB)